# Норвезька академія наук
59°54′48″ пн. ш. 10°42′15″ сх. д. / 59.9133° пн. ш. 10.70411° сх. д.

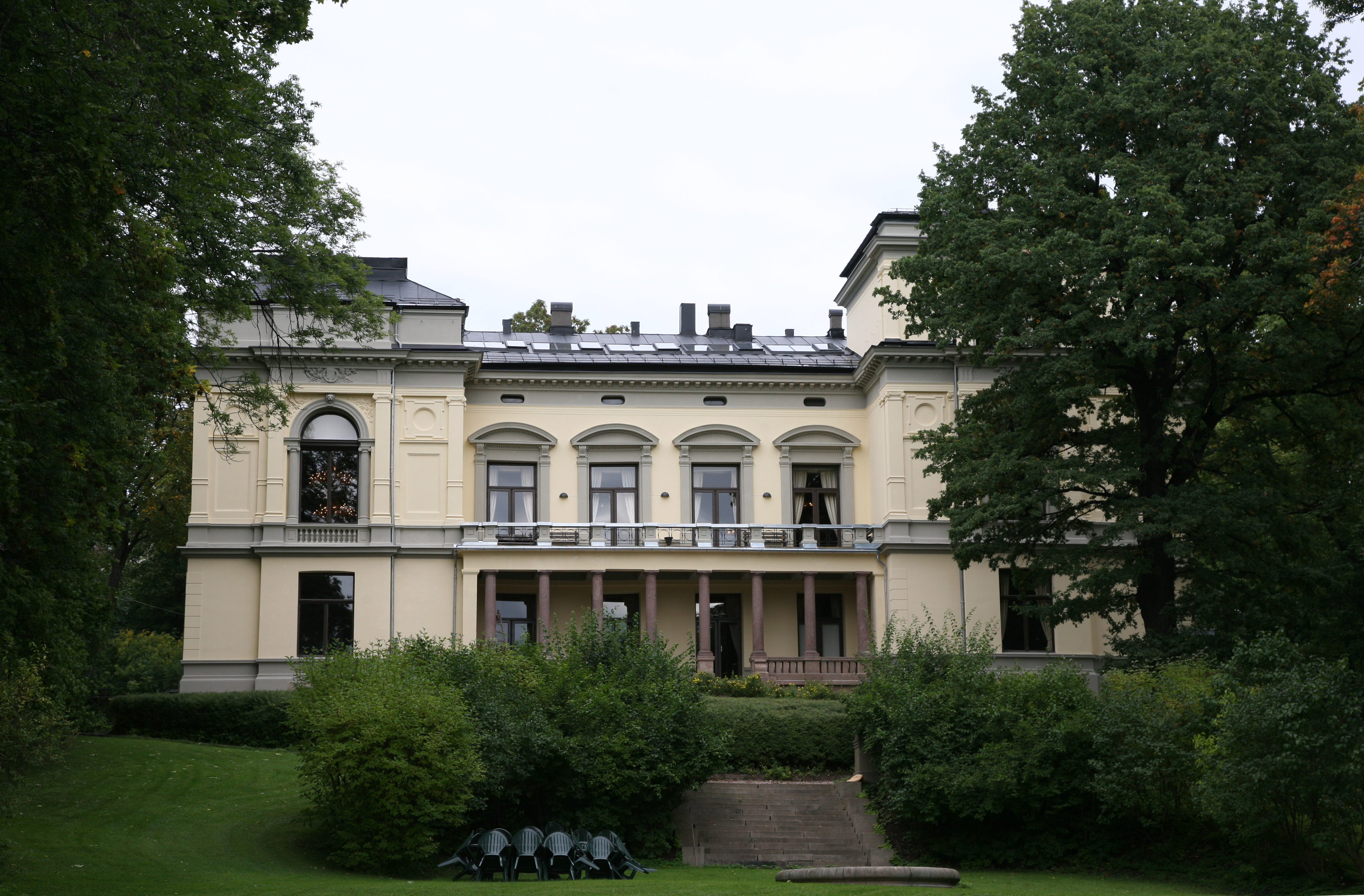
Норвезька академія наук

Норвезька академія наук (норв. Det Norske Videnskaps-Akademi, DNVA) — головна наукова установа Норвегії, заснована в 1857 році в Осло як Videnskabsselskabet i Christiania. Головна мета академії — сприяння розвитку науки в Норвегії та репрезентація норвезької науки за кордоном. Академія також присуджує престижну премію Абеля (математика) та премію Кавлі (астрофізика, нанотехнології, нейронауки).
Норвезька академія наук має 487 місць для норвезьких членів та 408 місць для іноземних членів, що разом становить 895 членів академії. 
Академія складається з двох відділів: математично-природничий та історично-філософський. Президентом академії є професор Kirsti Strøm Bull.